# Coshocton
La ville de Coshocton (en anglais [kəˈʃɒktən]) est le siège du comté de Coshocton, dans l’État de l'Ohio, aux États-Unis.

## Histoire
Fondée en 1802 sous le nom de Tuscarawa, la ville dut adopter le nom actuel en 1811, sur requête de l'Assemblée générale de l'Ohio (le parlement bicaméral de l'État).

## Géographie
Coshocton est située au confluent des rivières Walhonding et Tuscarawas, qui forment ensuite la Muskingum, affluent de l'Ohio et partie intégrante du bassin du Mississippi.

## Démographie
Coshocton était peuplée, lors du recensement de 2000, de 11 682 habitants.

## Culture
- Johnson-Humrickhouse Museum, créé en 1931, incluant notamment des collections d'art amérindien et d'histoire locale.
- Le projet Historic Roscoe Village, initié au début des années 1960 par Edward et Frances Montgomery. Ce projet a consisté à reconstituer à Coshocton un ancien village lié au trafic du canal de jonction de la rivière Ohio et du lac Érié, désaffecté à la suite des destructions causées par la grande inondation de 1913.

## Médias
- Coshocton Tribune, journal quotidien local.